# István Hirth
István Hirth (* 27. Mai 1948 in Pécs) ist ein ehemaliger ungarischer Radrennfahrer.

## Sportliche Laufbahn
Mit 12 Jahren begann Hirth mit dem Radsport. Er trat zunächst dem Verein Pécsi Spartacus bei und wechselte dann zum PMSC (Pécsi Munkás Sport Club). Von 1969 bis 1974 war er Mitglied der ungarischen Nationalmannschaft im Straßenradsport. 1970 gewann er mit Ferenc Keserű, György Rajnaj und Tamás Magyar den Internationalen Olympia-Preis der DDR, ein Mannschaftszeitfahren. 
1971 startete er in der Internationalen Friedensfahrt und belegte den 65. Rang im Gesamtklassement. 1974 wurde er als 78. klassiert. Er fuhr später in der Seniorenklasse und gewann 1977 dort den nationalen Titel.

## Berufliches
1966 beendete er ein Studium zum Maschinenbauingenieur erfolgreich und war später als Berufsschullehrer und Mechaniker in einem Fahrradladen tätig. Nach seiner aktiven Laufbahn arbeitete er als Trainer im Radsport, zunächst für zwei Jahre als Assistenztrainer und anschließend über zehn Jahre als Cheftrainer beim Verein PMSC.